# Ángel San Casimiro Fernández
Ángel San Casimiro Fernández (Pradejón, La Rioja, 16 de septiembre de 1942) es un religioso español agustino recoleto. Es obispo emérito de Alajuela.

## Biografía

### Formación
Estudió de humanidades en Lodosa (1952-1956) y Fuenterrabía (1956-1960).

### Vida religiosa
Ingresó en la orden de Agustinos Recoletos en Monteagudo. El 6 de septiembre de 1961 pronunció los votos religiosos y, después de estudiar teología durante cuatro años, el 3 de octubre de 1965 fue ordenado sacerdotal por Francisco Javier Ochoa Ullate.
En julio de 1966 fue destinado a México, aunque tuvo que abandonar el país por problemas de visado. El 6 de octubre llegó a Alajuela permaneciendo desde entonces en Costa Rica. De 1969 a 1973 residió en Estados Unidos organizando la provincia recoleta en Texas. Entre 1991 y 1994 dirigió la comunidad recoleta de Veracruz, México. Fue párroco de El Carmen de Alajuela (1973-1982 y 1994-1995) y San Antonio de Belén (1982-1991). Participó en los cursillos de cristiandad, renovación carismática, movimiento familiar cristiano, encuentros de promoción juvenil y otros movimientos apostólicos. De 1979 a 1985 y de 1994 a 1995 fue superior de la delegación provincial de su orden. Durante varios años fue miembro del consejo presbiteral de la diócesis de Alajuela.

## Episcopado

### Obispo de Ciudad Quesada
El 25 de julio de 1995 el papa Juan Pablo II lo nombró primer obispo de Ciudad Quesada, diócesis erigida ese mismo día. El 7 de octubre fue consagrado obispo en el estadio Carlos Ugalde Álvarez por Giacinto Berlocco, Nuncio apostólico en Costa Rica. Fue tesorero de la Conferencia Episcopal de Costa Rica y presidente de la comisión de Pastoral Social de la misma. Fue responsable de la sección para el diálogo con los no creyentes en la Conferencia de Obispos de Latinoamérica y secretario general del Secretariado Episcopal de América Central.

### Obispo de Alajuela
El 3 de julio de 2007, el papa Benedicto XVI lo nombró obispo de Alajuela, tomó posesión el día 12 de octubre.

### Renuncia
En 2018, al cumplir 75 años, presentó su renuncia como obispo.